# Cantonul Vannes-Est
Cantonul Vannes-Est este un canton din arondismentul Vannes, departamentul Morbihan, regiunea Bretania, Franța.

## Comune
- Le Hézo
- Noyalo
- Saint-Avé
- Séné
- Surzur
- Theix
- La Trinité-Surzur
- Vannes (parțial, reședință)